# Барселона - Ель-Прат (аеропорт)
Барселона — Ель-Прат (IATA: BCN, ICAO: LEBL) (каталанською: Aeroport de Barcelona — el Prat, іспанською: Aeropuerto de Barcelona-El Prat), більш відомий як Аеропорт Барселони, один з іспанських міжнародних аеропортів, розташований за 12 км на південний захід  від центру міста Барселона, що у Іспанії, знаходиться у муніципалітетах  Ал-Прат-да-Любрагат, Біладаканс та Сан-Бої.
Це найбільший аеропорт Каталонії, другий за розміром в Іспанії після мадридського Барахаса, один з найбільш завантажених повітряних вокзалів планети. В 2015 році аеропорт Барселони прийняв 39,7 млн пасажирів, що на 5,7 % більше, ніж у 2014-му. 
Основні напрямки перельотів − до європейських країн, також до: 
- Північної Америки (США та Канади),
- Південної Америки (Аргентина, Бразилія, Колумбія),
- Близького Сходу (Єгипет, Ізраїль, Йорданія, Дубай, Катар),
- Азії (Китай, Синґапур),
- Африки (Сенеґал, Марокко, Ґана та Кабо-Верде).

Авіапереліт з Барселони в Мадрид, відомий як «Puente Aéreo» (іспанською) або «Pont Aeri» (каталанською) перекладається як «авіаміст» до 2008 року був найзавантаженішим напрямком у світі, у 2007 році він налічував 971 переліт щотижня. У лютому 2008 року було відкрито швидкісну залізничну колію, тому кількість рейсів було зменшено. Дістатися з одного міста до іншого з того часу можна за 2,5 години.

## Історія
Перший аеровокзал Барселони, Ель-Ремолар (El Remolar), було відкрито 1916 року. Щоправда, він не був розрахований на розширення, тому 1918 року йому на заміну було відкрито El Prat. Перший рейс у новому аеропорту здійснювався літаком Latécoère Salmson 300, що прямував з Тулузи до Касабланки. 
Аеропорт використовувався також як база для аероклубу Каталонії та іспанська база Цепелінів. Перше регулярне сполучення було відкрито 1927 року рейсом на Мадрид. Це був також перший рейс перевізника «Iberia». За часів Другої іспанської республіки  аеропорт Ель-Прат був базою для поштових служб LAPE (Líneas Aéreas Postales Españolas).
У 1948 році було збудовано нову смугу, яка сьогодні має номер 07-25. Того ж року було запущено перший міжконтинентальний переліт, це зробила Pan American World Airways, літак якої прямував до Нью-Йорка. В період з 1948 до 1952 р.р. запущено в роботу другу смугу за номером 16–34, яка була перпендикулярною першій. Окрім того, відкрито стоянку таксі і термінал для очікування пасажирами. 
У 1963 році тут нараховували вже 1 мільйон пасажирів щорічно. Нову вишку башту керування повітряним рухом запущено 1965 року. У 1968 відкрито новий термінал, він і досі працює і називається Термінал 2B.
3 серпня 1970 року Pan American World Airways запустила регулярний рейс між Барселоною, Лісабоном та Нью-Йорком, польоти здійснював літак Boeing 747. 4 листопада того ж року перевізник Iberia відкрив «аерошатл» між Барселоною та мадридським аеропортом Барахас. За п'ять років, у 1976-му, відкрито два нових термінали: один для аерошатлу і другий для транспортних перевезень. У 1977-му аеропорт Ель-Прат обслуговував уже 5 мільйонів пасажирів щорічно.
З кінця 70-х до початку 90-х років розвиток Ель-Прата сповільнився аж до Літніх олімпійських ігор, що пройшли 1992 року в Барселоні. В результаті модернізації було відкрито термінал B і розпочато будівництво терміналів А та С. Дизайном, окрім інших, займався Рікардо Бофіль.
У 1992-му відкрито контрольну башту, побудовану за планами Рікардо Бофіля, але 2006-го року її замінили новою, більш сучасною.
Термінал 1 запущено 16 червня 2009 р., він мав площу 545,000 м2. Сьогодні 70 % всіх перельотів обслуговуються цим терміналом. Старі термінали A, B та C тепер називаються термінали 2A, 2B та 2C.

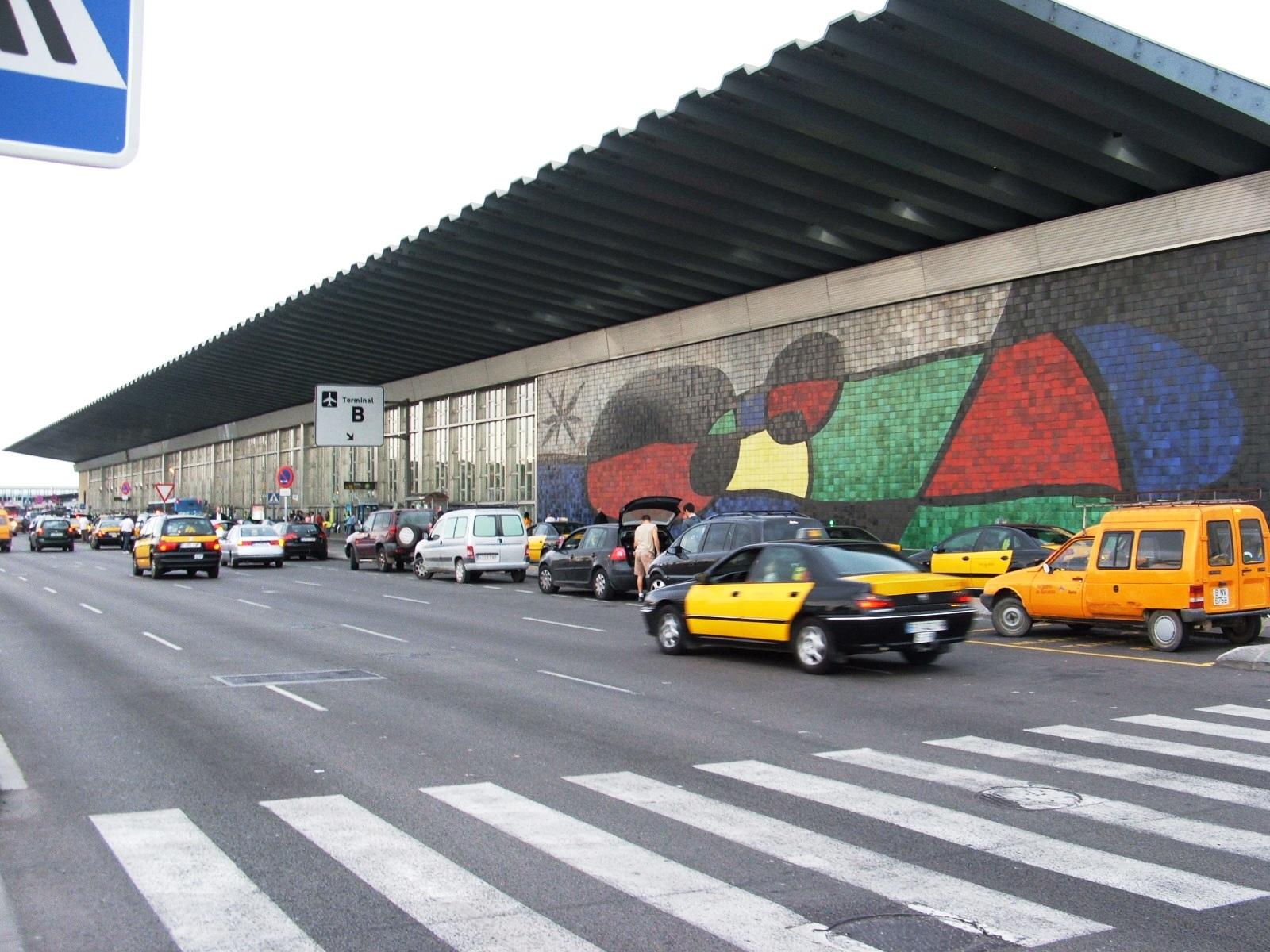
Термінал 2B з дизайном Жуана Мірó

Після кризи і суттєвого зниження кількості авіаперельотів у 1999 році, а також кризи чартерних перевезень 2001 року, багато з перельотів з аеропортів Жирони та Реуса було перенесено до Ель-Прата, що допомогло йому вижити під час кризи.

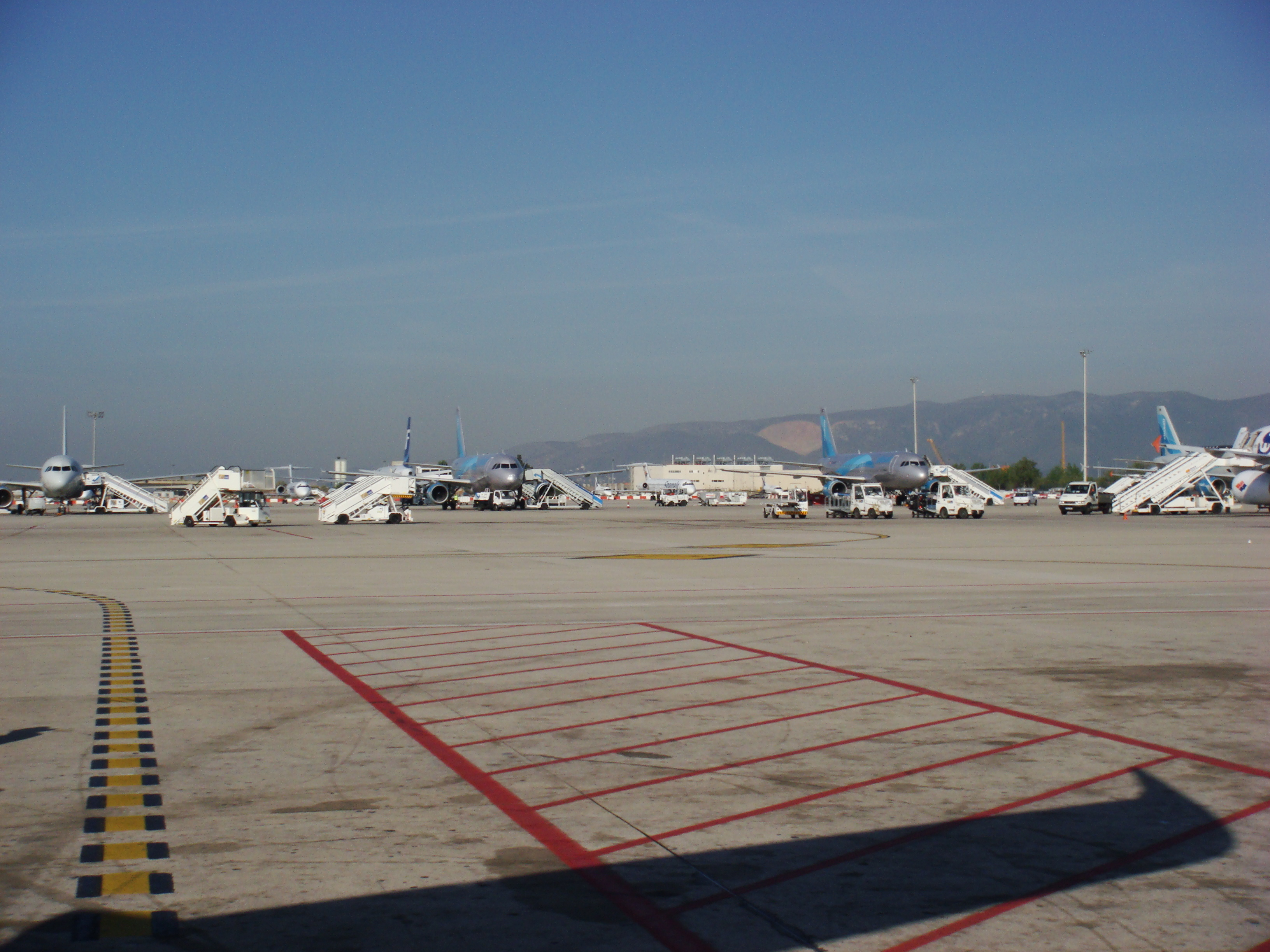
Барселонський аеропорт

1 лютого 2014 року в Ель-Праті вперше серед іспанських аеровокзалів відкрито щоденний авіапереліт літаком Airbus A380, до міжнародного аеропорту Дубаю. Авіакомпанія Emirates, що обслуговує цей рейс, також має другий щоденний рейс літаком Boeing 777.
Один з найбільших перевізників, що працюють у Барселоні, Norwegian Air Shuttle, заявило про наміри відкрити дальні перевезення з Ель-Прата до Лос Анджелеса, Сан-Франциско, Нью-Йорка, Орландо та Маямі літаком Boeing 787.

## Перельоти
Більшість рейсів здійснюється всередині Іспанії та до країн Європи, їх обслуговує перевізник Vueling. Міжконтинентальні перельоти на разі не є настільки масовими, щоб створити великий пасажиропотік.
Лоу-кости постійно збільшують кількість рейсів, особливо після відкриття в аеропорту місць базування авіакомпаній Vueling та Clickair. Ці дві компанії були об'єднані у липні 2009 року під торговельною маркою Vueling.
План розвитку (названий «План Барселона») завершено у 2009 році відкриттям третьої будівлі для терміналів, що також була оформлена Рікардо Бофілєм, та новою вишкою. Нова смуга (07R/25L) запущена того ж року. Це дало змогу аеропорту обслуговувати до 55 млн пасажирів щорічно (це на 22 млн більше максимальної спроможності у 2007 р.). Загальна площа аеропорту виросла від 8,45 до 15,33 км². Подальший розвиток включав відкриття до 2012 року відкриття нового терміналу і ріст можливого пасажирообігу до 70 млн пасажирів щорічно.
Щодо керування аеропорту є політичні суперечки між Урядом Каталонії та Урядом Іспанії. 
На початку 2024, авіакомпанія Emirates замінила літак Boeing 777 на літак Airbus A380 на маршруті Барселона-Дубай, рейс проводиться кожен день, це єдиний регулярний рейс на літаках A380 до Барселони.

## Термінали

### Термінал 1

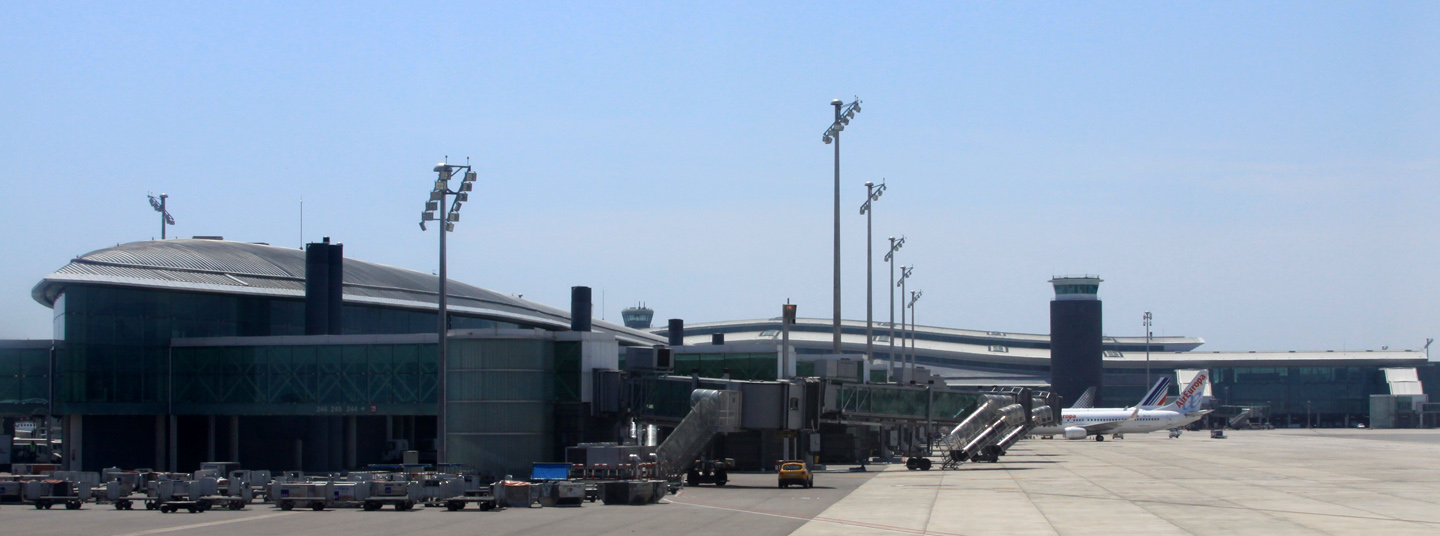
Термінал 1

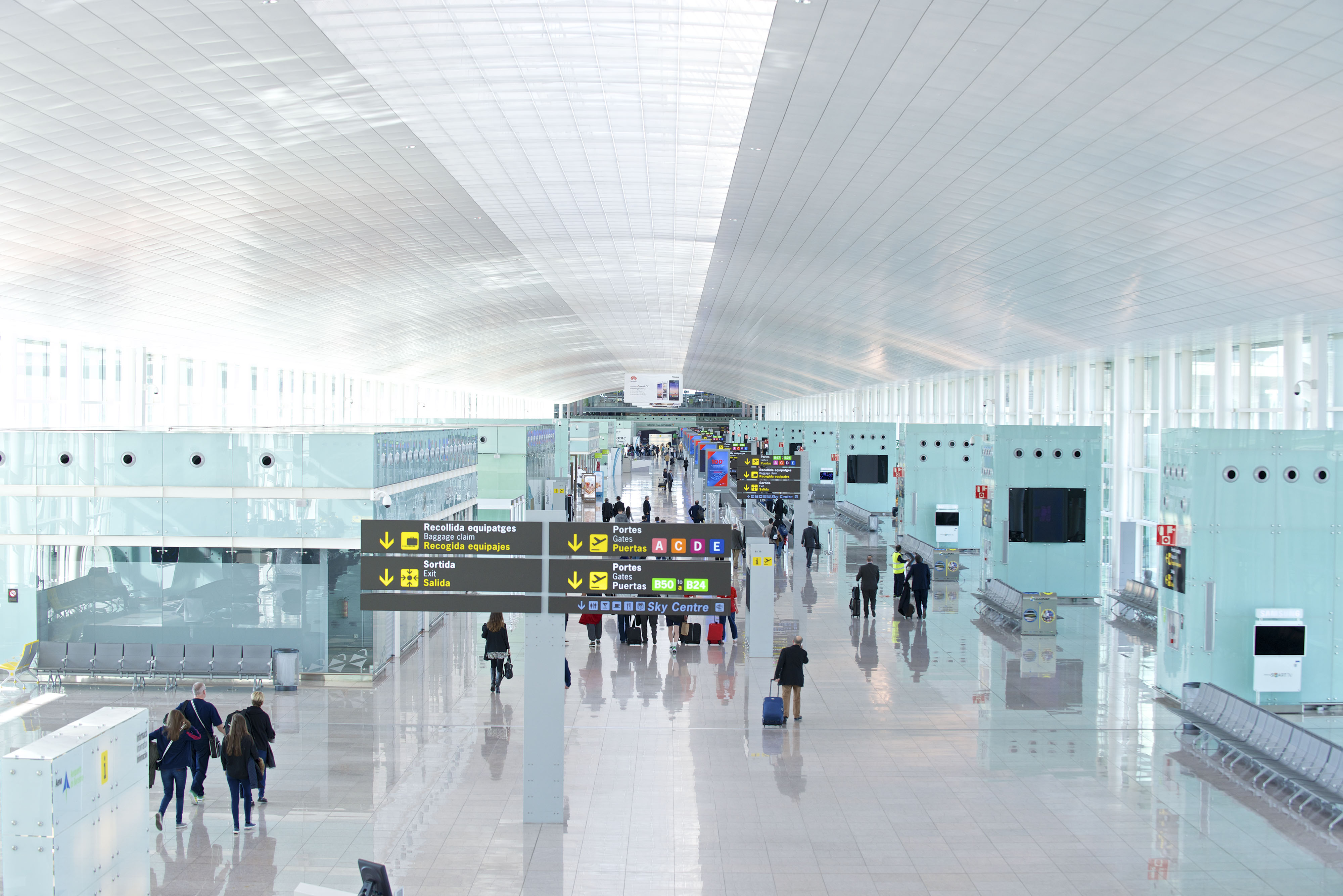
Всередині терміналу 1

Новий Термінал 1 оформлений Рікадро Бофілєм відкрито 16 червня 2009 р. Це п'ятий за розміром термінал у світі, він має площу 548,000 м2 та злітну смугу на 600,000 м2.
Термінал обслуговує як рейси до країн Шенгену, так і до інших країн.
Термінал має:
- 258 стійок для чекіну;
- 60 смуг для літаків (деякі можуть приймати A380 завдяки подвійній смузі);
- 15 багажних каруселей (одна нова карусель дає змогу обслуговувати в 4 рази більше багажу, ніж аналогічна на старому терміналі;
- 24,000 місць для паркування, що вдвічі більше за 12 тис., які має Термінал 2.

Прогнозується збільшення пасажирообігу до 55 пасажирів щорічно і до 90 прильотів/відльотів щогодини.

### Термінал 2
Термінал 2 поділено на три пов'язані секції, що називаються 2A, 2B та 2C. Термінал 2B є найстарішою частиною комплексу, яка досі використовується, починаючи з 1968 року. Термінали 2A та 2C побудовані перед Олімпіадою 1992 року. 
Після відкриття Терміналу 1 у 2009 році, Термінал 2 майже не використовувався, доки керівництво не знизило ціни за користування ним для дешевих авіаліній. Відтоді термінал майже повністю заповнений, а Термінал 2A не використовується. Терміналом 2C користуються EasyJet та EasyJet Швейцарія. Терміналом 2B користується в основному Ryanair. Термінал T2A призначений для великих літаків, таких як B777.

## Статистика

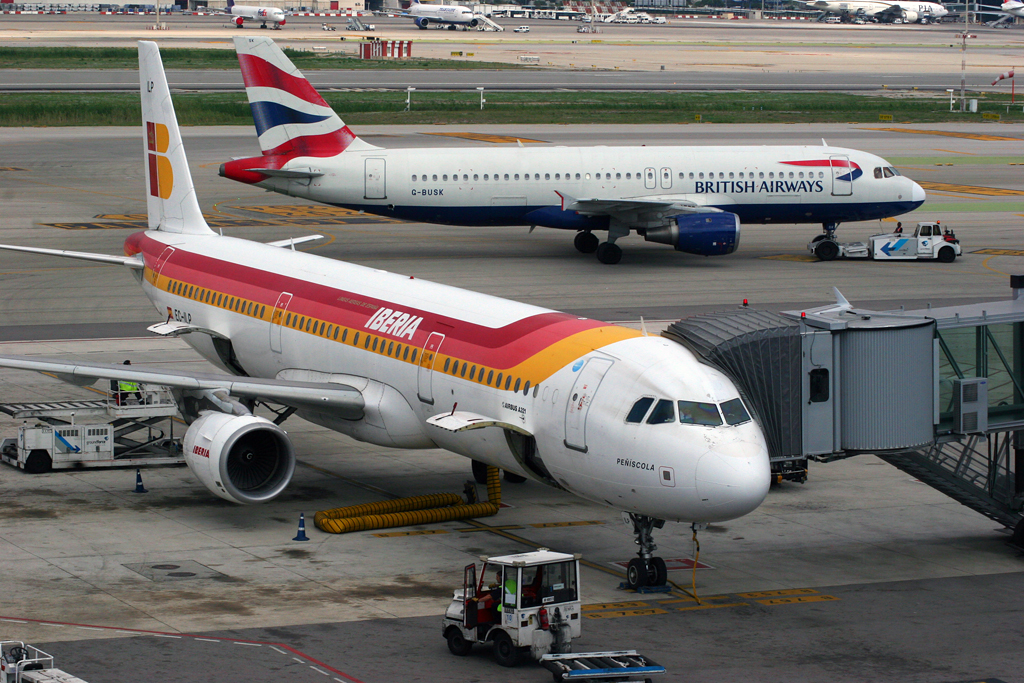
Iberia Airbus A321-211 (EC-ILP) & British Airways Airbus A320-211 (G-BUSK)

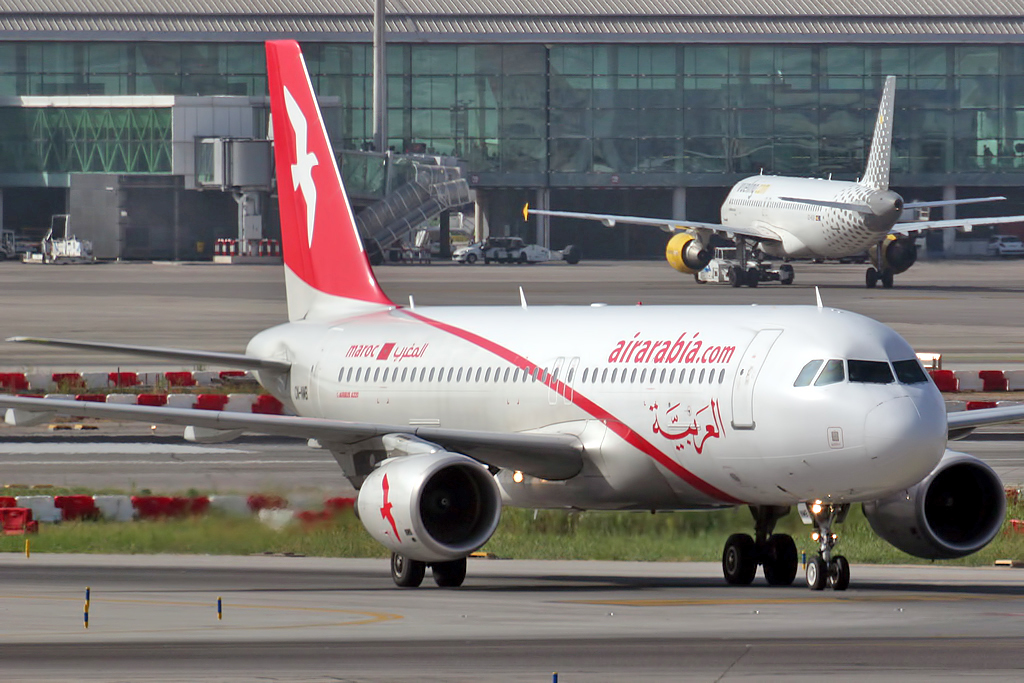
Air Arabia Maroc Airbus A320-214 (CN-NMB) & Vueling Airbus A320-216

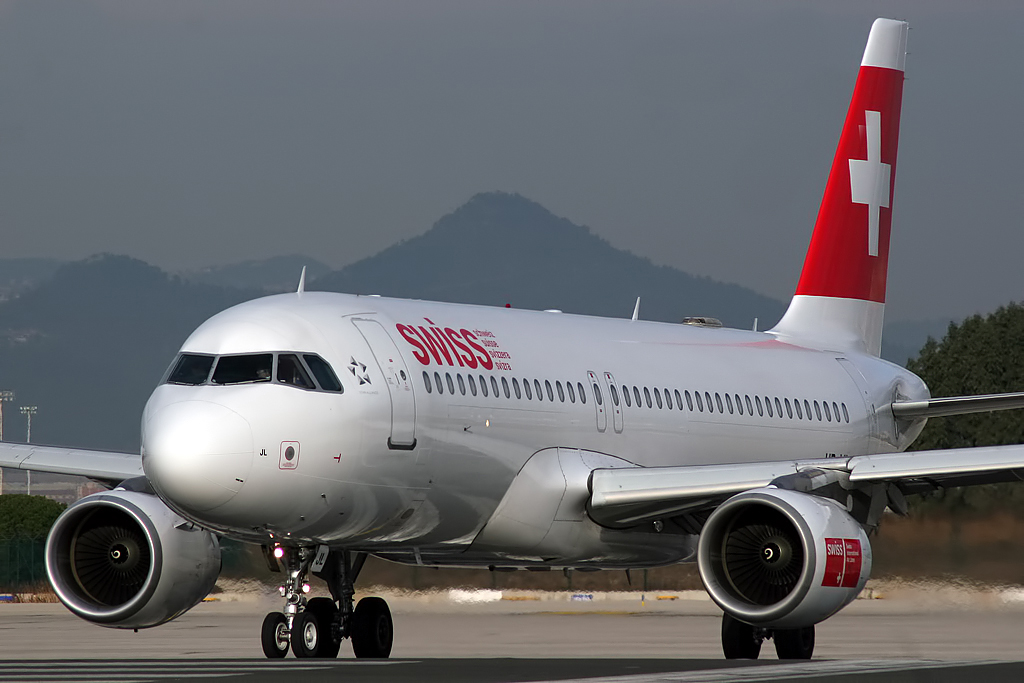
Swiss International Air Lines Airbus A320-214 (HB-IJL)

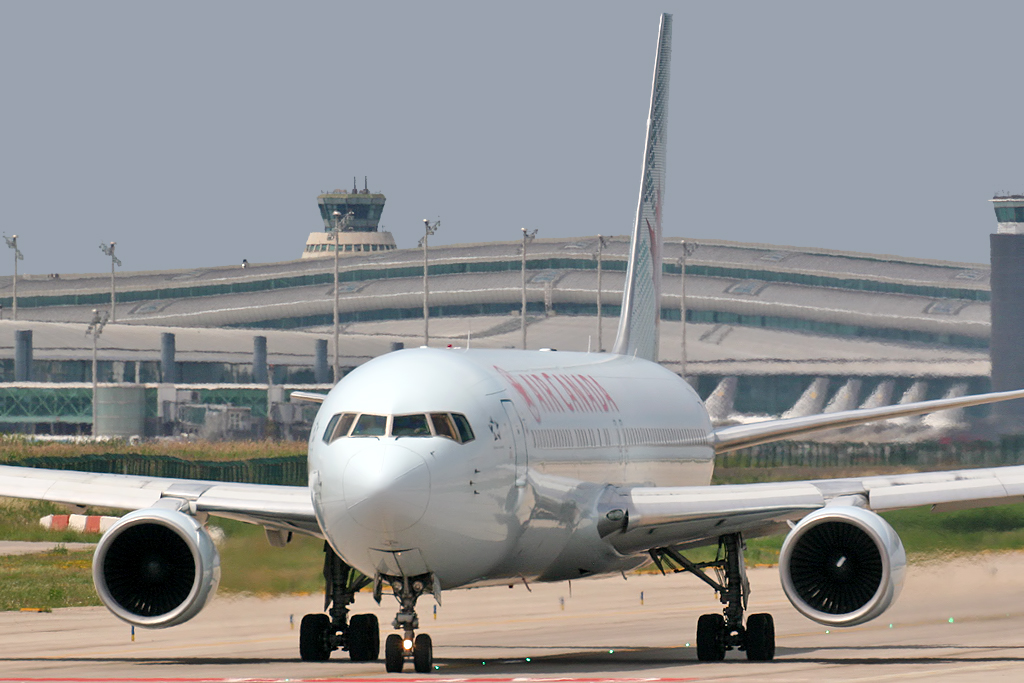
Air Canada Boeing 767-33AER (C-GHPN)

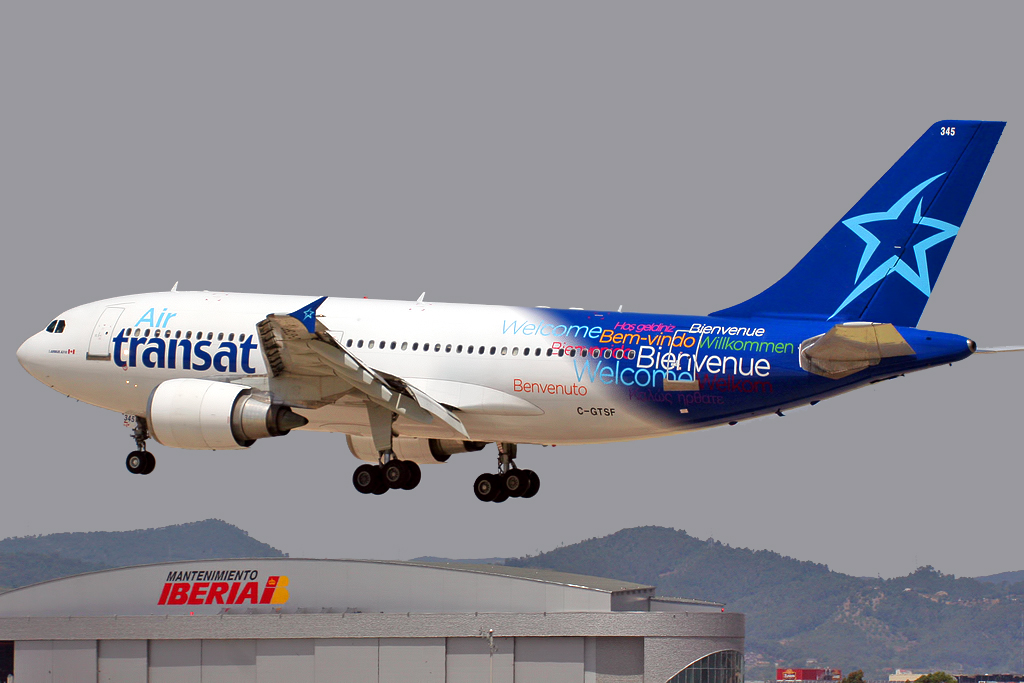
Air Transat Airbus A310-304ET (C-GTSF)

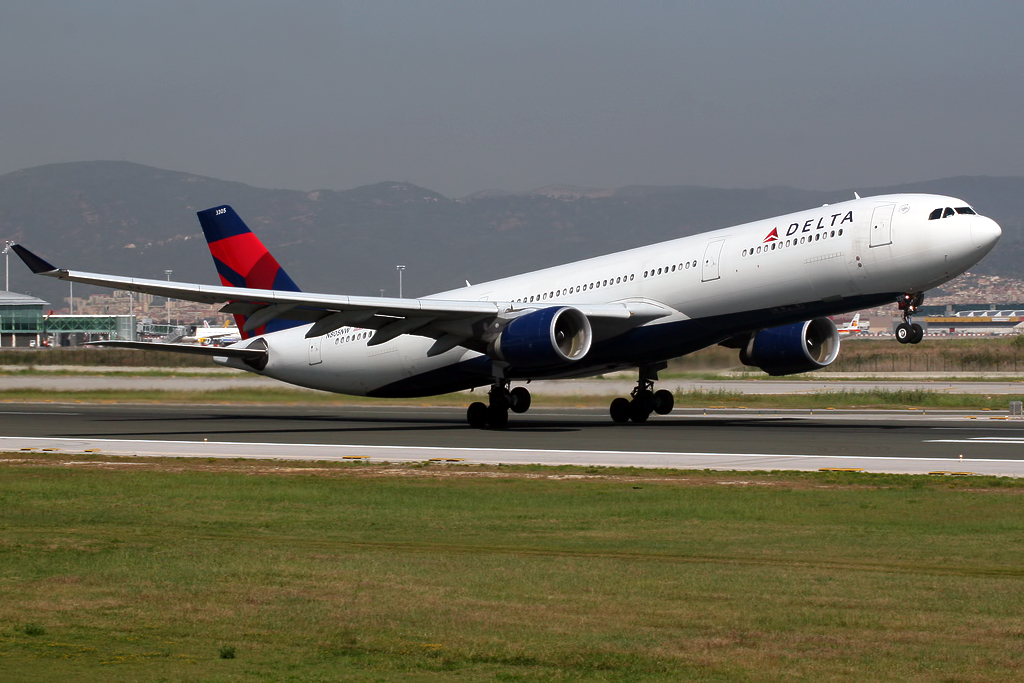
Delta Air Lines Airbus A330-323 (N805NW)

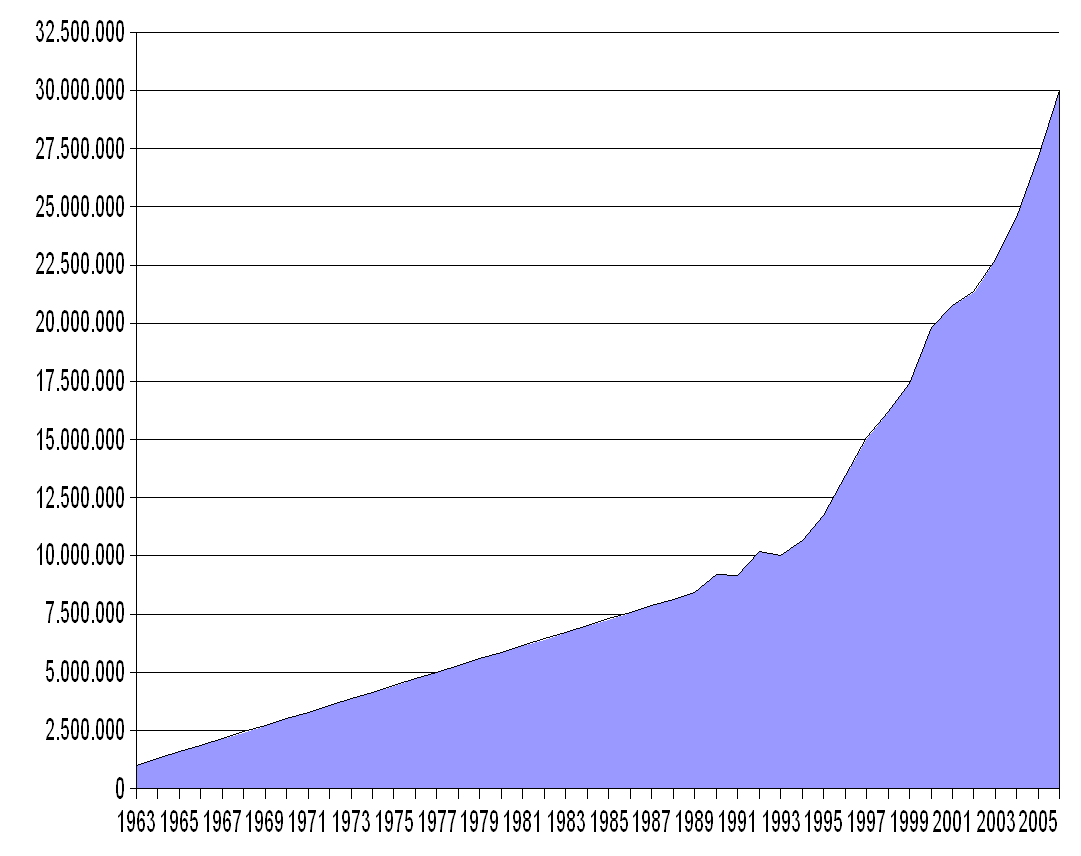
Кількість пасажирів з 1963 до 2006 років

| Місце | Авіалінія                     | Пасажирів  | Напрямки                          |
| ----- | ----------------------------- | ---------- | --------------------------------- |
| 1     | Vueling                       | 13,703,747 | ЄС, Африка, Азія                  |
| 2     | Ryanair                       | 4,760,426  | ЄС, Африка                        |
| 3     | easyJet                       | 2,358,293  | ЄС                                |
| 4     | Lufthansa                     | 1,421,438  | Німеччина (Мюнхен та Франкфурт)   |
| 5     | Air Europa                    | 1,205,736  | Іспанія                           |
| 6     | Iberia                        | 1,009,598  | Іспанія                           |
| 7     | Norwegian Air Shuttle         | 828,218    | ЄС                                |
| 8     | British Airways               | 827,650    | Велика Британія (Лондон)          |
| 9     | Air France                    | 721,159    | Франція (Париж)                   |
| 10    | Swiss International Air Lines | 653,317    | Швейцарія (Женева та Цюрих)       |
| 11    | KLM                           | 575,127    | Голландія (Амстердам)             |
| 12    | Germanwings                   | 523,653    | Німеччина                         |
| 13    | easyJet Switzerland           | 514,019    | Швейцарія                         |
| 14    | Wizz Air                      | 505,595    | ЄС                                |
| 15    | Transavia                     | 449,711    | Голландія                         |
| 16    | TAP Portugal                  | 437,355    | Португалія                        |
| 17    | Alitalia                      | 331,230    | Італія                            |
| 18    | Emirates                      | 321,258    | ОАЕ (Дубай)                       |
| 19    | Turkish Airlines              | 320,523    | Туреччина                         |
| 20    | Aeroflot                      | 288,546    | Росія (Москва та Санкт-Петербург) |
| 21    | Monarch Airlines              | 272,457    | Велика Британія                   |
| 22    | American Airlines             | 266,583    | США                               |
| 23    | Brussels Airlines             | 252,734    | Бельгія (Брюссель)                |
| 24    | Qatar Airways                 | 233,039    | Катар (Доха)                      |
| 25    | Transaero Airlines            | 224,585    | Росія                             |

| Місце | Аеропорт                | Пасажирів | Перевізники                                                                |
| ----- | ----------------------- | --------- | -------------------------------------------------------------------------- |
| 1     | London Gatwick          | 1.317.031 | British Airways, Easyjet, Monarch Airlines, Norwegian Air Shuttle, Vueling |
| 2     | Amsterdam Schiphol      | 1.201.641 | KLM, Transavia, Vueling                                                    |
| 3     | Paris Charles de Gaulle | 1.200.217 | Air France, Easyjet, Vueling                                               |
| 4     | Rome Fiumicino          | 1.132.929 | Alitalia, Ryanair, Vueling                                                 |
| 5     | Frankfurt International | 1.031.150 | Lufthansa, Vueling                                                         |
| 6     | Paris Orly              | 932.583   | Transavia, Vueling                                                         |
| 7     | Brussels National       | 878.326   | Brussels Airlines, Ryanair, Vueling                                        |
| 8     | Munich F.J.Strauss      | 752.927   | Lufthansa, Vueling                                                         |
| 9     | London Heathrow         | 661.421   | British Airways, Vueling                                                   |
| 10    | Milan Malpensa          | 633.349   | Easyjet, Vueling                                                           |
| 11    | Zürich International    | 604.331   | Swiss International Air Lines, Vueling                                     |
| 12    | Lisbon                  | 582.754   | Portugalia, TAP Portugal, Vueling                                          |
| 14    | Geneva Cointrin         | 510.015   | Easyjet Switzerland, Swiss International Air Lines, Vueling                |
| 15    | London Stansted         | 468.213   | Ryanair                                                                    |

| Рік  | Пасажирів  | %     | Рік  | Пасажирів  | %     |
| ---- | ---------- | ----- | ---- | ---------- | ----- |
| 1963 | 1,000,000  | -     | 2003 | 22,752,667 | +6.6  |
| 1977 | 5,000,000  | -     | 2004 | 24,558,138 | +7.9  |
| 1990 | 9,205,000  | -     | 2005 | 27,152,745 | +10.6 |
| 1991 | 9,145,000  | -0.7  | 2006 | 30,008,152 | +10.5 |
| 1992 | 10,196,000 | +11.5 | 2007 | 32,898,249 | +9.6  |
| 1993 | 9,999,000  | -2.0  | 2008 | 30,208,134 | -8.2  |
| 1994 | 10,647,285 | +6.5  | 2009 | 27,311,765 | -9.4  |
| 1995 | 11,727,814 | +10.1 | 2010 | 29,209,595 | +6.5  |
| 1996 | 13,434,679 | +14.6 | 2011 | 34,398,226 | +17.8 |
| 1997 | 15,065,724 | +12.1 | 2012 | 35,144,503 | +2.2  |
| 1998 | 16,194,805 | +7.3  | 2013 | 35,216,828 | +0.2  |
| 1999 | 17,421,938 | +7.6  | 2014 | 37,559,044 | +6.7  |
| 2000 | 19,809,567 | +13.8 | 2015 | 39,711,276 | +5.7  |
| 2001 | 20,745,536 | +4.7  |      |            |       |
| 2002 | 21,348,211 | +2.9  |      |            |       |

| Рік  | Операцій | %     |
| ---- | -------- | ----- |
| 1999 | 233,609  | -     |
| 2000 | 255,913  | +9.5  |
| 2001 | 273,119  | +6.3  |
| 2002 | 271,023  | -0.8  |
| 2003 | 282,021  | +4.1  |
| 2004 | 291,369  | +3.3  |
| 2005 | 307,798  | +5.6  |
| 2006 | 327,636  | +6.4  |
| 2007 | 352,501  | +7.6  |
| 2008 | 321,491  | -8.8  |
| 2009 | 278,965  | -13.3 |
| 2010 | 277,832  | -0.4  |
| 2011 | 303,054  | +9.1  |
| 2012 | 290,004  | -4.3  |
| 2013 | 276,497  | -4,7  |
| 2014 | 283,850  | +2,7  |
| 2015 | 288,878  | +1,8  |

| Рік  | Тон     | %     |
| ---- | ------- | ----- |
| 1999 | 88,217  | -     |
| 2000 | 88,269  | +2.4  |
| 2001 | 81,882  | -7.8  |
| 2002 | 75,905  | -7.3  |
| 2003 | 70,118  | -7.6  |
| 2004 | 84,985  | +21.2 |
| 2005 | 90,446  | +6.4  |
| 2006 | 93,404  | +3.3  |
| 2007 | 96,770  | +3.6  |
| 2008 | 104,329 | +7.7  |
| 2009 | 89,813  | -13.6 |
| 2010 | 104,279 | +16.1 |
| 2011 | 96,572  | -7.4  |
| 2012 | 96,522  | -0.1  |
| 2013 | 100,288 | +3.9  |
| 2014 | 102,692 | +2.4  |
| 2015 | 117,219 | +14.1 |

## Наземний транспорт

### Колії
Поїзд
Термінал 2 має окрему колію для поїзда, що прямує лінією R2 зі станції Maçanet-Massanes кожні 30 хвилин. Він має зупинки на станції Barcelona Sants та Passeig de Gràcia з пересадкою на барселонське метро на станції Clot. Пасажири, що прямують до T1, мають сісти на автобус з терміналу 2B до терміналу 1. Планується побудувати шатл з терміналу 1 до станції Barcelona Sants (яка поєднана зі швидкісними поїздами AVE) та Passeig de Gràcia. Його планується запустити в квітні 2018 року.
Метро
Аеропорт поєднаний з метро з 12 лютого 2016 року . Це лінія № 9 Барселонського метро зі станцією у кожному з терміналів. Ця лінія дає можливість легко дістатись до центру міста.

### Автошлях
Шосе C-32B поєднує аеропорт з головною транспортною розвязкою. Місцеве паркування налічує 24 тис. місць.
Автобус
Міський транспорт Барселони має рейсовий автобус № 46, що прямує до аеропорту з Площі Іспанії (Plaça Espanya). Також є дещо дорожчий рейсовий автобус (Aerobús) з Площі Каталонії із зупинками на Urgell та Площі Іспанії. Автобусні зупинки є у кожному з терміналів. Приватні перевізники часто пропонують трансфер до аеропорту Реус або Жирони.
Таксі
Пункти посадки в таксі є біля кожного з виходів з терміналів 1і 2, а також біля будівель терміналу 2 — T2A, T2B та T2C. Таксі курсують без перерв. Поїздка до центру триматиме 25-40 хвилин, залежно від ситуації на дорогах.

## Інциденти
- 21 жовтня 1994 року транспортний літак Falcon 20 здійснив екстрену посадку через несправність шасі; жоден з трьох членів екіпажу не постраждав.
- 19 лютого 1998 р., двоє людей, командир екіпажу і пілот, загинули через падіння літака загального призначення компанії Ibertrans, що сталося поблизу міста Ґава незабаром після зльоту з Ель-Прата.
- 28 липня 1998 року транспортний літак загального призначення, що перевозив кореспонденцію з Майорки, зазнав аварії біля одного з парканів, що оточують летовище. Загинули два члени екіпажу та другий пілот.
- 3 грудня 2010 року під час страйку іспанських авіадиспетчерів, аеропорт Барселони деякий час не працювало. У відповідь на страйк Уряд Іспанії передав керування польотами військовим.[17] 4 грудня диспетчери повернулись до роботи.
- [18]